# Верх-Ненинский сельсовет
Верх-Ненинский сельсовет — муниципальное образование со статусом сельского поселения и административно-территориальное образование в Ельцовском районе Алтайского края России. Административный центр — село Верх-Неня.

## Население
| 1997 | 1998 | 1999 | 2000 | 2001 | 2002 |
| ---- | ---- | ---- | ---- | ---- | ---- |
| 518  | ↘505 | ↗512 | ↘501 | ↘457 | ↘404 |
| 2003 | 2004 | 2005 | 2006 | 2007 | 2008 |
| ↗407 | ↘384 | ↘357 | ↘351 | ↘330 | ↘309 |
| 2009 | 2010 | 2011 | 2012 | 2013 | 2014 |
| ↘286 | ↘284 | ↘282 | ↘261 | ↘252 | ↘227 |
| 2015 | 2016 | 2017 | 2018 | 2019 | 2020 |
| ↘220 | ↘212 | →212 | ↘201 | ↘169 | ↘160 |
| 2021 |      |      |      |      |      |
| ↗163 |      |      |      |      |      |

По результатам Всероссийской переписи населения 2010 года, численность населения муниципального образования составила 284 человека, в том числе 144 мужчины и 140 женщин. Оценка Росстата на 1 января 2012 года — 261 человек.

## Населённые пункты
В состав сельского поселения входит 2 населённых пункта:
- село Верх-Неня,
- село Кедровка.

### Упразднённые населённые пункты
Садовск — упразднён в 2009 году (Закон Алтайского края от 24.12.2009 N 106-ЗС «Об упразднении поселка Садовск Верх-Ненинского сельсовета и села Бедреп Новокаменского сельсовета Ельцовского района Алтайского края и внесении изменений в отдельные законы Алтайского края»).